# 25. April SC
Die 25. April Sports Club (Chosŏn'gŭl: 4.25체육단; Hanja: 4.25體育團) ist ein nordkoreanischer Sportklub aus der Hauptstadt Pjöngjang, der der Koreanischen Volksarmee untersteht. Der Name der Sportgruppe soll an den Gründungstag der von Kim Il-sung im Jahr 1932 gegründeten Partisanenarmee, einem Vorgänger der Koreanischen Volksarmee erinnern.
Der Klub ist mit 21 Meisterschaften Fußball-Rekordmeister des Landes. 

## Fußball

### Geschichte
Der Verein wurde im Juli 1949 gegründet und nannte sich zuerst Mannschaft des Zentralen Sporttrainingszentrums (Chosŏn'gŭl: 중앙체육강습소체육단; Hanja: 中央體育講習所體育團). Am 25. Juni 1979 wurde der Name in Sportgruppe 25. April umbenannt.

### Rivalitäten
Der Rivale des Vereins ist der Pyongyang City Sports Club. Das Derby wird auch Pyongyang Derby genannt und ist in Nordkorea sehr beliebt.

### Statistik

#### Sportliche Erfolge
- Nordkoreanische Fußballmeisterschaft
  - Meister: 1985, 1986, 1987, 1988, 1990, 1992, 1993, 1994, 1995, 2002, 2003, 2010, 2011, 2013, 2015, 2016, 2017, 2018, 2019, 2022, 2023[4]
  - Vizemeister: 2014[5]
- Nordkoreanischer  Fußballpokal
  - Sieger: 2001, 2006, 2011
- AFC Champions League
  - Halbfinale: 1991

#### Bekannte Spieler
- Kim Jong-hun

## Andere Sportarten

### Basketball
25. April hat ein Basketball-Team. Im Mai 2013 bereiste es die Mongolei, um die mongolische Nationalmannschaft bei der Vorbereitung für deren Auftritte bei der East Asian Basketball Association Championship zu unterstützen.

### Volleyball
Im Verein besteht zudem eine Volleyball-Abteilung. Es gibt eine Herren- und eine Frauenmannschaft. Letztere nahm 2015 am VTV International Women’s Volleyball Cup, einem Einladungsturnier in Vietnam, teil. Die nordkoreanischen Frauen besiegten im Spiel um Platz drei die vietnamesischen Frauen und gewannen die Bronzemedaille. Die nordkoreanische Spielerin Jong Jin Sim wurde zur Spielerin des Turniers gewählt.